# Bataafse vlag

Nationale vlag van de Bataafse Republiek. Feitelijk was er geen verandering ten opzichte van de Statenvlag, aangezien niet werd voorgeschreven welke tinten de kleuren moesten hebben. Het verbod op het gebruik van de oranje-wit-blauwe Prinsenvlag was het voornaamste.

Vlag van de marine van de Bataafse Republiek. Het blauw in een marinevlag wordt (in Nederland) traditioneel in een donkerder tint weergegeven. Dit verbetert op zee de herkenbaarheid. Uitsluitend voor de marine werd er een Jack toegevoegd aan de vlag.

De Nationale vlag van de Bataafse Republiek (destijds gespeld als Nationaale vlag van de Bataafsche Republiek) is een Nederlandse historische vlag. Voor de marine kwam een afwijkende vlag, die werd ontworpen door Dirk Langendijk in januari 1796. In maart 1796 werd de nieuw vastgestelde officiële vlag van de Bataafse Republiek ingevoerd. Het gebruik van de zogeheten Prinsenvlag, die de kleuren oranje-wit-blauw had, was daarna niet meer toegestaan.

## Beschrijving
Vóór 1796 was nooit officieel vastgesteld hoe de nationale vlag er uit moest zien. Mogelijk lag dat aan het feit dat de Republiek der Zeven Verenigde Nederlanden geen eenheidsstaat was. De nationale vlag werd in 1796 niet echt gewijzigd, maar het gebruik van de tweede nationale vlag, de zogeheten Prinsenvlag, was voortaan niet toegestaan. Ook oranje wimpels en andere symbolen die verband hielden met het Huis Oranje-Nassau, waren in de Bataafse Republiek uit den boze.
In het besluit van 14 februari 1796 werd het volgende bepaald ten aanzien van de vlag:
Dat voortaan, en in het toekomende de Nationaale Vlag van deezen Staat zal zijn de gewoone en altoos in gebruik geweest zijnde Bataafsche of zoogenaamde Hollandsche Vlag, bestaande in drie evenwijdige en horizontaale Banden, van gelijke breedte, en van welken de bovenste rood, de middenste wit, of ongekleurd, en de benedenste blaauw gekleurd is; echter met dien verstande, dat, voor zoo verre de Marine van den Staat aangaat, in den bovensten, of rooden Band, van agteren op weinige, bij voorbeeld, 10, 12, of 14 duimen van de Vlagge-Stok, zal worden ingezet een langwerpig vierkant wit geschilderd Stuk, of zoogenaamde Jack of Jeck, houdende de lengte van een derde gedeelte der geheele Vlag, en eene breedte, die omtrend 8, 10, of 12 duimen minder is, dan die des rooden Bands, waar in dit Stuk word gezet, ten einde 'er bij het inzetten, zoo wel boven als beneden den Jack, een rooden rand van gelijke breedte, en dus wel ter breedte van omtrend 4, 5 of 6 duimen, om het wit blijve.

Detail van de Jack.

De kleuren en rijen van de vlag bleven dus hetzelfde, echter er werd voor de marine een toevoeging gedaan, door aan de bovenkant op enkele duimen van de vlaggenstok een Jack te plaatsen. Dit betrof een witte rechthoek met daarin:
- de Nederlandse of Bataafse Maagd of Vrijheidsmaagd;
- de Nederlandse of Bataafse Leeuw;
- een speer, vastgehouden door zowel de Maagd als de Leeuw;
- een vrijheidshoed op de speer;
- een schild met daarop een Romeinse roedenbundel met bijlen, vastgehouden door de Maagd;
- enig groen en loof als onder- en achtergrond.

In het besluit werd dit als volgt omschreven:
Dat het geschilderde op dit ingezetten Stuk, of de Jack, zal bestaan in eene afbeelding van een Maagd in eene bevallige houding, op eenig loof of groen nederzittende, en houdende eene Speer, waar op de hoed der Vrijheid wordt gedraagen, rechtstandig voor zich, met de eene Hand vast en rustende met de andere op een Schild, waar op de Romeinsche Bundel en Bijlen afgebeeld zijn; terwijl aan haare Voeten een Leeuw, in eene zittende of eenigzins liggende gestalte, wordt verbeeld, zoo dat hij met de eene Voorpoot op den grond ruste, en met den anderen Klaauw de reeds gemelde Speer, beneden de Hand der Maagd, omvatte, als willende zorg draagen, dat men de Speer niet aan de Maagd ontrukke, voorts met een zijdwaards gedraaiden Kop, en norsch en grimmig gezicht, buitenwaards, en als naar buiten het Stuk, omkijkende.

### Besluit voor een nieuwe nationale vlag
Publicatie van het besluit voor een nieuwe nationale vlag d.d. 14 februari 1796, Nº 135:

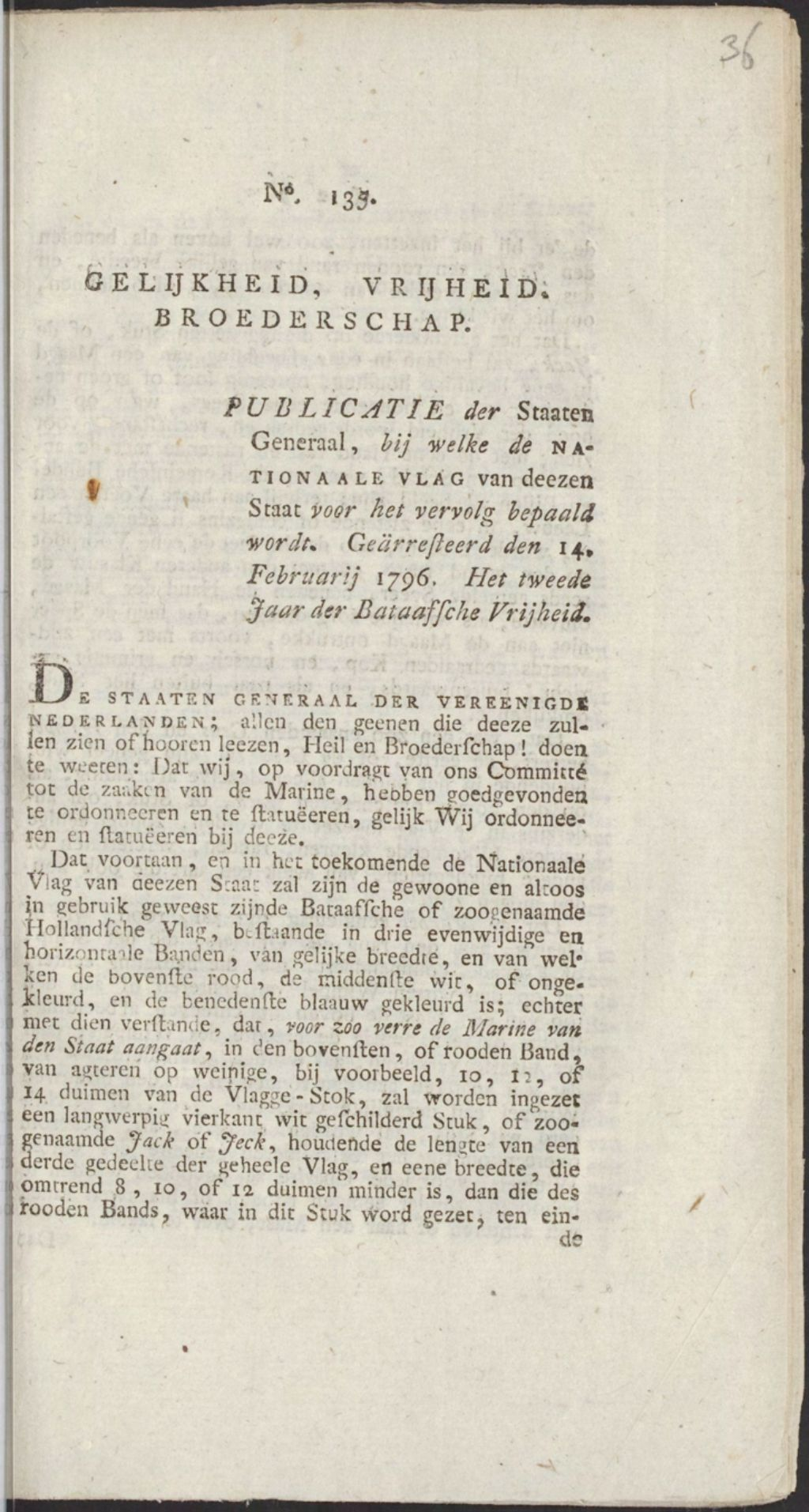
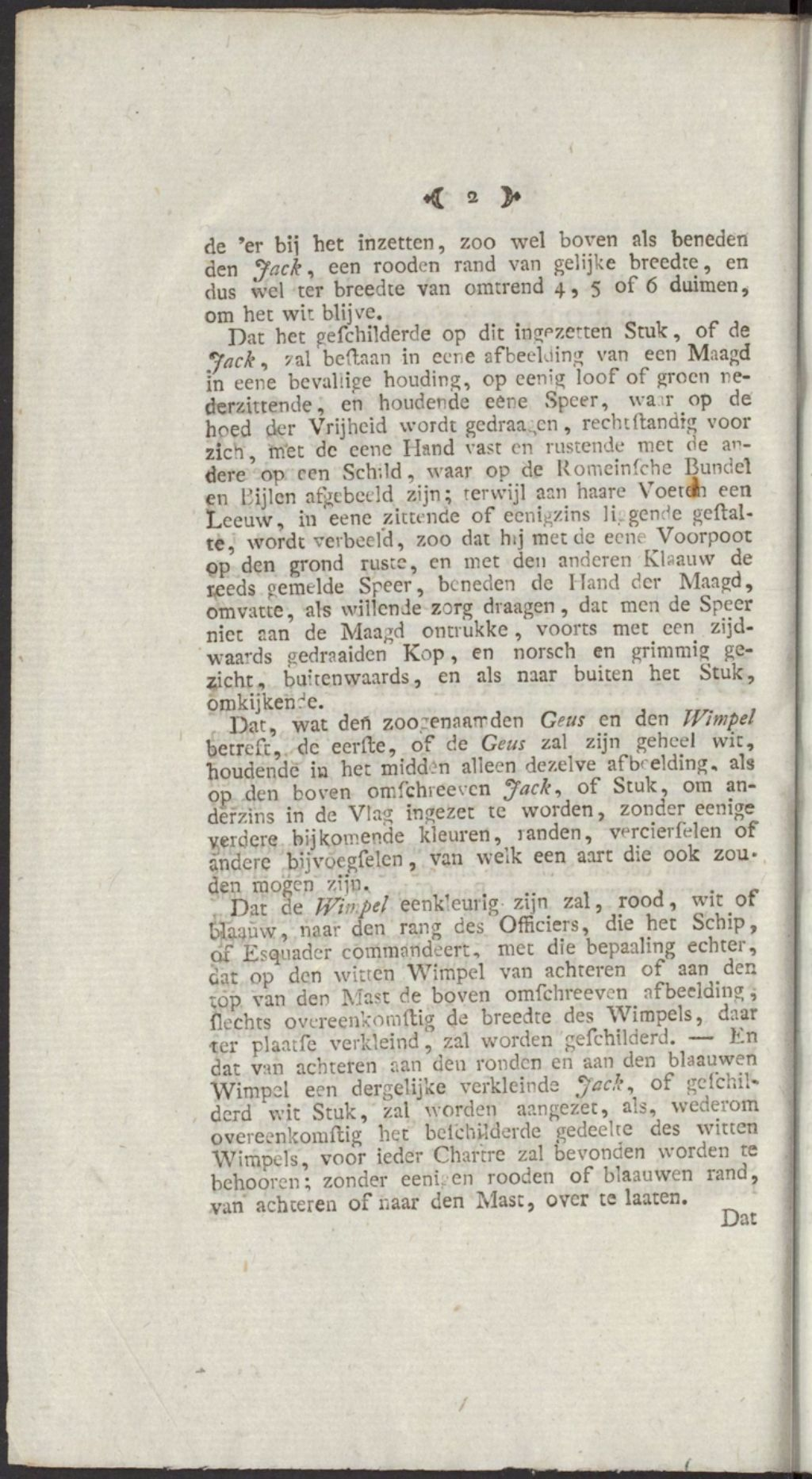
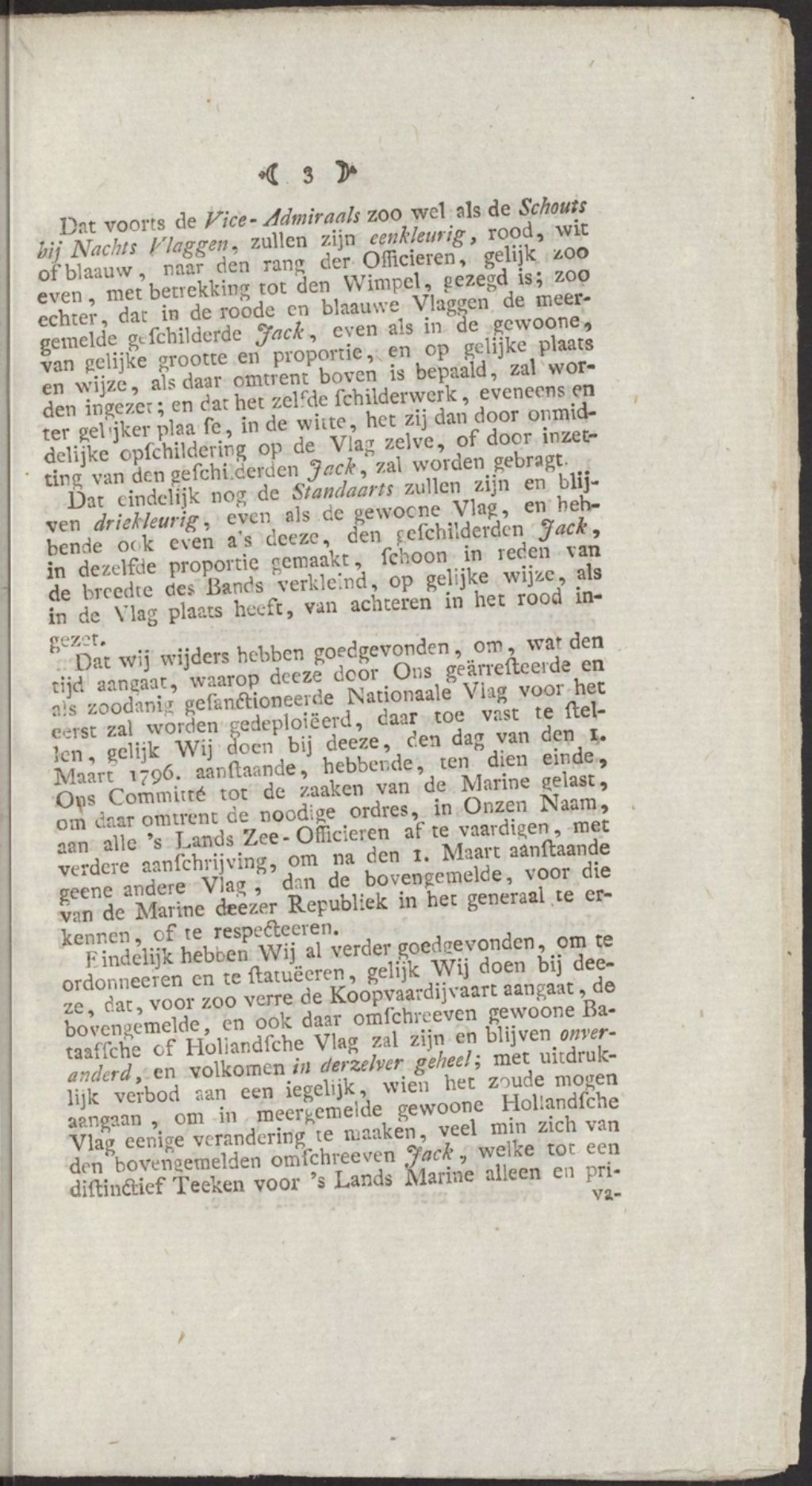
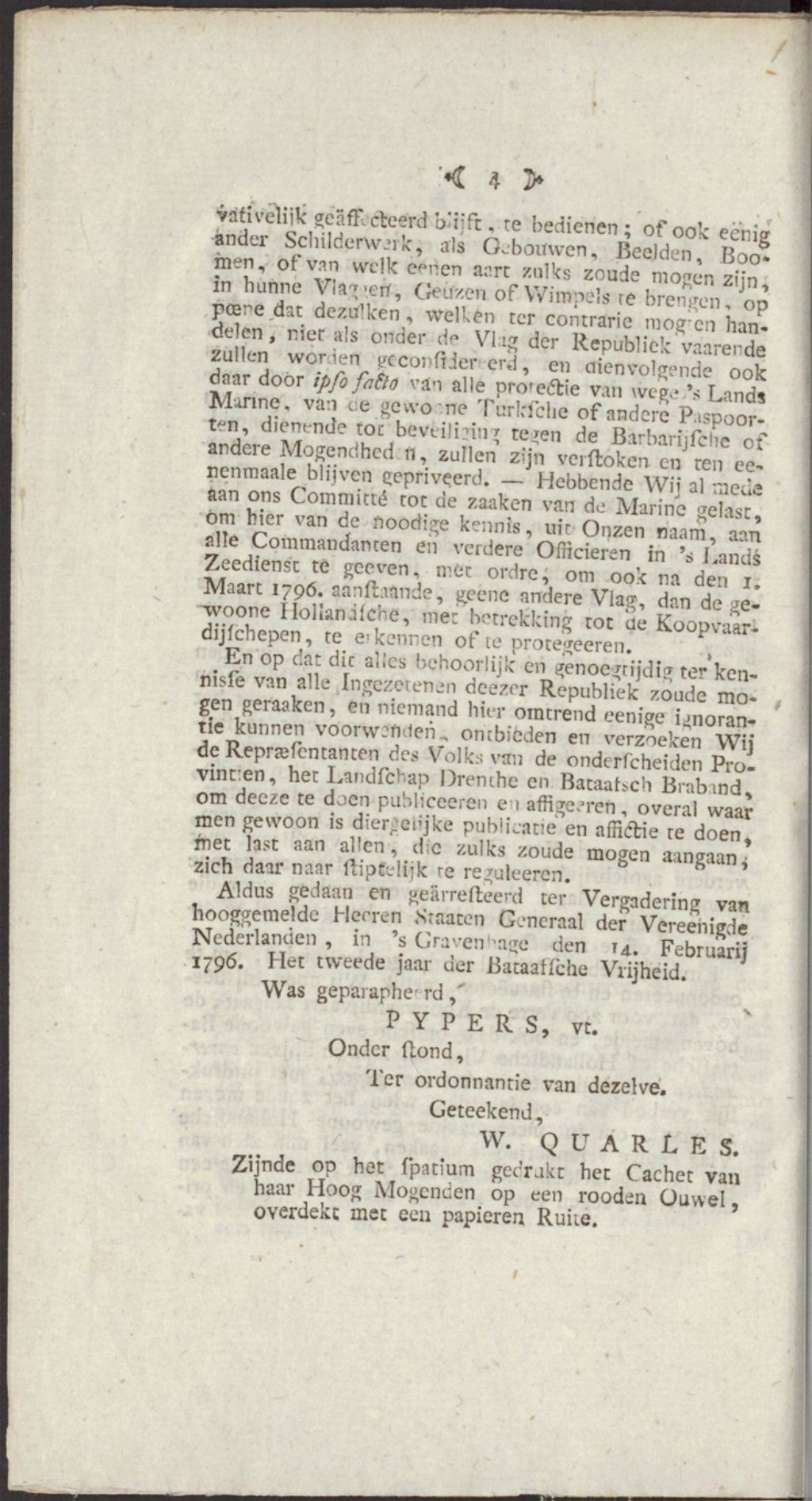

## Geschiedenis
Per resolutie van 1 maart 1796 werd de Bataafse vlag ingevoerd voor de Nederlandse marine. De vlag werd ook door de marine gebruikt in het Bataafs Gemenebest en het Koninkrijk Holland.
De vervanging van de Statenvlag bij de marine leidde onder meer tot oproer bij de zeelieden doordat zij verknocht waren aan de oude vlag waaronder zij vele successen hadden geboekt tijdens de zeeslagen. In augustus 1806 brak opstand uit onder het scheepsvolk van het Texels eskader en van de oorlogsschepen voor Amsterdam. De aanleiding hiervoor was dat zij niet meer wilden varen onder de nieuwe vlag. Een aantal van hen weigerde de eed van trouw af te leggen aan koning Lodewijk I en verklaarden geen bevelen te willen ontvangen van koninklijke officieren.
Tegen deze opstand werden strenge maatregelen genomen, een van de muiters werd door de vice-admiraal De Winter zelf ter plekke door het hoofd geschoten. Om de gemoederen tot bedaren te brengen werd de Statenvlag gehesen, hiermee kwam het oproer ten einde. Sinds de opstand was de Statenvlag de facto weer in gebruik. Ruim een jaar later werd dit op 1 december 1807 bij koninklijk besluit wettelijk aangenomen. Wel werd de naam veranderd in Koninklijke Hollandsche Vlag.